# Pierre Linhart
Pour les articles homonymes, voir Linhart.
Pierre Linhart, né le 22 juillet 1970, est un scénariste et un réalisateur français.

## Biographie

### Famille
Pierre Linhart est le fils de Robert Linhart et le frère de Virginie Linhart. 

### Formation et carrière
Diplômé de La Fémis (département Scénario, promotion 1994), il a travaillé comme scénariste sur des projets de longs métrages, documentaires et séries télévisées. Il a été l'assistant de William Klein pour Le Messie. 
Animateur d'ateliers d'écriture, il dirige un atelier scénario à La Fémis (initiation à l'adaptation).

### Engagement
Il est membre du collectif 50/50 qui a pour but de promouvoir l’égalité des femmes et des hommes et la diversité dans le cinéma et l’audiovisuel,.

## Filmographie

### Cinéma (réalisateur et/ou scénariste)
- 1993 : Léo et les bas (court métrage) Prix de la première œuvre au festival de Lille.
- 1996 : Qu'est-ce que tu vas faire ? (court métrage)
- 2003 : Paris, printemps 2003 (court métrage, scénariste)
- 2004 : Femmes à Vitry (court métrage, coréalisateur)

### Télévision
- 2006 : Les Inséparables (mini-série), coécrite et co-réalisée avec Christiane Chabi-Kao Prix de la meilleure série télévisée africaine au festival Vues d'Afrique de Montréal ; prix des droits humains au Fespaco.
- 2012 : Danbe (co-scénariste)
- 2012 : Clash, saison 1 (co-scénariste des 6 premiers épisodes)
- 2016 : Les Petits Meurtres d'Agatha Christie, saison 2, épisode 14 : L'Affaire Protheroe, épisode 15 : La Mystérieuse Affaire de Styles
- 2019 : Un homme abîmé (téléfilm, scénariste)